# Pseudoglobigerinella
Pseudoglobigerinella es un género de foraminífero planctónico de la familia Globorotaliidae, de la superfamilia Globorotalioidea, del suborden Globigerinina y del orden Globigerinida. Su especie tipo es Globigerina wilsoni bolivariana. Su rango cronoestratigráfico abarca el Luteciense inferior y medio (Eoceno medio).

## Descripción
Pseudoglobigerinella incluía especies con conchas planiespiraladas, casi involutas, de forma discoidal-globular inflado, con un estadio inicial trocoespiralado; sus cámaras eran inicialmente subesférícas, creciendo en tamaño de forma rápida; sus suturas intercamerales eran incididas; su contorno ecuatorial era fuertemente lobulado a digitado; su periferia era redondeada a subaguda, pero nunca desarrolla carena; el ombligo era pequeño y produndo, a menudo cubierto por la última cámara; su abertura principal era interiomarginal, ecuatorial interumbilical, con forma de arco bajo o medio y amplio, y bordeada por un labio con amplios rebordes laterales; presentaban pared calcítica hialina, macroperforada con poros cilíndricos, y superficie reticulada y espinosa; en estadio adulto se cubría con una corteza gruesa.

## Discusión
Clasificaciones posteriores han incluido Pseudoglobigerinella en la familia Eoglobigerinidae y en la superfamilia Eoglobigerinoidea.

## Paleoecología
Pseudoglobigerinella incluye foraminíferos con un modo de vida planctónico (carnívoro), de distribución latitudinal tropical-subtropical, y habitantes pelágicos de aguas intermedias e profundas (medio mesopelágico superior a batipelágico superior, típico de áreas upwelling).

## Clasificación
Pseudoglobigerinella incluye a la siguiente especie:
- Pseudoglobigerinella bolivariana †